# Чайный хлеб
Чайный хлеб (англ. tea bread), или чайная буханка (англ. tea loaf) — английский сладкий хлеб или кекс, приготовленный из сухофруктов и традиционно подающийся нарезанным и намазанным маслом. Он считается традиционным кексом и продаётся в кафе и других заведениях, где подают традиционный послеобеденный чай. Особенно ассоциируется с Йоркширом.
При изготовлении чайного хлеба сухофрукты (обычно коринка и изюм) замачивают в горячем чае, чтобы они разбухли, а затем добавляют в тесто. Отсюда и его название. При заваривании в холодном чае сухофрукты оставляют в чае на несколько часов или на ночь.
Для приготовления кекса традиционно используется черный чай, но можно также использовать Эрл Грей или другие виды чая.
Яйца вбиваются в смесь чая и сухофруктов, чтобы связать ингредиенты, а затем добавляются мука, сахар и любые молотые специи (например, смесь специй или только корица).
Раньше в качестве разрыхлителя использовали дрожжи, но в современных рецептах используется самоподнимающаяся мука.
Хотя коринка и изюм являются традиционными сухофруктами, можно использовать и другие фрукты, например, засахаренную вишню, засахаренный имбирь, курагу, цедру или апельсиновую корочку.
Ключевой особенностью чайного хлеба является отсутствие жира в рецепте, что способствует лучшей сохранности. Более того, считается, что его вкус со временем улучшается.
Похожие сорта хлеба на Британских островах включают валлийский бара брит и ирландский бармбрэк.